# Port lotniczy Hughenden
Port lotniczy Hughenden (IATA: HGD, ICAO: YHUG) – port lotniczy położony w Hughenden, w stanie Queensland, w Australii.